# Campeonato Brasiliense
Het Campeonato Brasiliense is het voetbalkampioenschap van het Braziliaanse federale district Brasília. In de grondwet van 1891 werd het federale district al vastgelegd, maar pas in 1956 werd door president Juscelino Kubitschek begonnen met de bouw van de hoofdstad in dit district. Ondanks dat de stad pas in 1960 officieel afgebouwd was en ingehuldigd werd als nieuwe hoofdstad van Brazilië, werd de eerste editie van het kampioenschap al in 1959 gespeeld tussen teams van arbeiders. De professionalisering vond stapsgewijs plaats tussen 1966 en 1975. Door de plaats in de middenmoot op de CBF-ranking mag de staat twee teams afvaardigen naar de nationale Campeonato Brasileiro Série D, tot 2015 was dat nog maar één team. Van 2016 tot 2018 zakte de club elk jaar een plaatsje in de staatsranking en staat nu nog maar twintigste. De statelijke bond FBF bepaalt welke teams dit zijn, clubs die al in hogere reeksen spelen worden daarbij overgeslagen. Net als bij staatskampioenschappen in Brazilië, verandert ook de competitieopzet van het federale district regelmatig.
Sinds 1997 is er ook een tweede profklasse, de Segunda Divisão, van 2006 tot 2009 bestond er ook kort een Terceira Divisão, maar deze werd ontbonden.

## Nationaal niveau
Bij de invoering van de eerste nationale competitie, de Taça Brasil in 1959, stuurde de staat vanaf 1963 een deelnemer. Rabello nam drie keer deel, drie andere clubs één keer. In 1967 werd een rivaliserende kampioenschap, Torneio Roberto Gomes Pedrosa, opgericht waarbij meerdere clubs uit de sterkere staatscompetities mochten deelnemen. Hieraan mochten de clubs van het Federaal District niet deelnemen. Bij de start van de Série A waren de clubs er ook niet bij, maar van 1973 tot 1986 mochten alle staten ten minste één deelnemer leveren, behalve in 1976 toen ook geen club deelnam. Brasília is met zeven seizoenen koploper, gevolgd door Gama dat zes seizoenen in de hoogste klasse speelde. Nadat niet alle staatskampioenen automatisch geplaatst waren voor de Série A in 1987 konden vele staten geen deelnemer meer leveren. Gama speelde wel nog van 1999 tot 2002 in de Série A en omdat ze in het eerste seizoen hun degradatie aangevochten hadden werd in 2000 zelfs een heel nieuw competitiesysteem op touw gezet. In 2005 slaagde ook Brasiliense erin om één jaar in de Série A te spelen.
In de Série B is Gama met tien deelnames de succesvolste club. Sinds ook in de Série B geen automatisch ticket meer, vanaf 1992, konden enkel Brasiliense en Gama nog in de Série B spelen. Voor Gama was de laatste keer in 2008, voor Brasiliense 2010.
Verschillende clubs speelden in de Série C en ook hier zijn Brasiliense en Gama koplopers met elk vijf seizoenen. Na de invoering van de Série D in 2009, werd het opzet van de Série C nu dat van de Série D waardoor de staat elk jaar één deelnemer mag afleveren. Geen enkele club slaagde er sindsdien in om te promoveren. Gama en Brasiliense kwamen wel nog uit de Série B in de Série C terecht maar degradeerden hier respectievelijk in 2010 en 2013 waardoor er geen club meer uit het Federaal District in de drie hoogste reeksen speelt. In de Série D speelt dan nog enkel de staatskampioen.

## Winnaars
- 1959 Brasiliense (N.Bandeirante)
- 1960 Defelê
- 1961 Defelê
- 1962 Defelê
- 1963 Cruzeiro do Sul
- 1964 Guanabara
- 1965 Pederneiras
- 1966 Rabello
- 1967 Rabello
- 1968 Defelê
- 1969 Coenge
- 1970 Brasiliense (N. Bandeirante)
- 1971 Colombo
- 1972 Serviço Gráfico
- 1973 CEUB
- 1974 Pioneira
- 1975 Campineira
- 1976 Brasília
- 1977 Brasília
- 1978 Brasília
- 1979 Gama
- 1980 Brasília
- 1981 Taguatinga
- 1982 Brasília
- 1983 Brasília
- 1984 Brasília
- 1985 Sobradinho
- 1986 Sobradinho
- 1987 Brasília
- 1988 Tiradentes
- 1989 Taguatinga
- 1990 Gama
- 1991 Taguatinga
- 1992 Taguatinga
- 1993 Taguatinga
- 1994 Gama
- 1995 Gama
- 1996 Guará
- 1997 Gama
- 1998 Gama
- 1999 Gama
- 2000 Gama
- 2001 Gama
- 2002 CFZ de Brasília
- 2003 Gama
- 2004 Brasiliense
- 2005 Brasiliense
- 2006 Brasiliense
- 2007 Brasiliense
- 2008 Brasiliense
- 2009 Brasiliense
- 2010 Ceilândia
- 2011 Brasiliense
- 2012 Ceilândia
- 2013 Brasiliense
- 2014 Luziânia
- 2015 Gama
- 2016 Luziânia
- 2017 Brasiliense
- 2018 Sobradinho
- 2019 Gama
- 2020 Gama
- 2021 Brasiliense
- 2022 Brasiliense
- 2023 Real Brasília
- 2024 Ceilândia
- 2025 Gama

### Titels per team
| Club               | Stad               | Titels | Seizoenen                                                                            |
| ------------------ | ------------------ | ------ | ------------------------------------------------------------------------------------ |
| SE Gama            | Gama               | 14     | (1979, 1990, 1994, 1995, 1997, 1998, 1999, 2000, 2001, 2003, 2015, 2019, 2020, 2025) |
| Brasiliense        | Taguatinga         | 11     | (2004, 2005, 2006, 2007, 2008, 2009, 2011, 2013, 2017, 2021, 2022)                   |
| Brasília           | Brasilia           | 8      | (1976, 1977, 1978, 1980, 1982, 1983, 1984, 1987)                                     |
| Taguatinga         | Taguatinga         | 5      | (1981, 1989, 1991, 1992, 1993)                                                       |
| Rabello            | Brasilia           | 4      | (1964, 1965, 1966, 1967)                                                             |
| Defelê             | Brasilia           | 4      | (1960, 1961, 1962, 1968)                                                             |
| Sobradinho         | Sobradinho         | 3      | (1985, 1986, 1987)                                                                   |
| Ceilândia          | Ceilândia          | 3      | (2010, 2012, 2024)                                                                   |
| Grêmio Brasiliense | Núcleo Bandeirante | 2      | (1959, 1970)                                                                         |
| Guanabara          | Brasilia           | 2      | (1964, 1966)                                                                         |
| Luziânia           | Luziânia (GO)      | 2      | (2014, 2016)                                                                         |
| Guará              | Guará              | 1      | (1996)                                                                               |
| Colombo            | Núcleo Bandeirante | 1      | (1971)                                                                               |
| CEUB               | Brasilia           | 1      | (1973)                                                                               |
| Cruzeiro do Sul    | Cruzeiro           | 1      | (1963)                                                                               |
| Serviço Gráfico    | Brasilia           | 1      | (1972)                                                                               |
| Tiradentes         | Ceilândia          | 1      | (1988)                                                                               |
| CFZ de Brasília    | Brasilia           | 1      | (2002)                                                                               |
| Campineira         | Brasilia           | 1      | (1975)                                                                               |
| Coenge             | Brasilia           | 1      | (1969)                                                                               |
| Pederneiras        | Brasilia           | 1      | (1965)                                                                               |
| Pioneira           | Taguatinga         | 1      | (1974)                                                                               |
| Real Brasília      | Brasilia           | 1      | (2023)                                                                               |

## Eeuwige ranglijst
Clubs in het vet spelen in 2025 in de hoogste divisie.
| Club                   | Stad               | /67 | Periode (1959-2025)                                                |
| ---------------------- | ------------------ | --- | ------------------------------------------------------------------ |
| Gama                   | Gama               | 45  | 1976-1977, 1979-1980, 1982, 1984, 1986-1990, 1993-....             |
| Guará                  | Guará              | 38  | 1959-1960, 1962-1963, 1965-1969, 1976, 1978-1984, 1986-2006        |
| Brasília               | Brasilia           | 35  | 1976-1989, 1994-2003, 2009-2011, 2013-2017, 2022-2023              |
| Ceilândia              | Ceilândia          | 35  | 1980, 1982, 1984, 1986-1989, 1996, 1999-....                       |
| Sobradinho             | Sobradinho         | 32  | 1961, 1978, 1980, 1982, 1985-1989, 1994-2005, 2012-2021, 2025-.... |
| Luziânia               | Luziânia (GO)      | 26  | 1964, 1966, 1973, 1997, 2000, 2002-2007, 2009-2010, 2012-2022      |
| Taguatinga             | Taguatinga         | 26  | 1977-1978, 1980-1996, 1998-1999, 2019-2023                         |
| Brasiliense            | Taguatinga         | 25  | 2001-....                                                          |
| Real Brasília          | Brasilia           | 23  | 1996-2001, 2003-2010, 2012, 2017-2021, 2023-....                   |
| Tiradentes             | Ceilândia          | 18  | 1980-1997                                                          |
| Unaí                   | Unaí (MG)          | 16  | 2003-2008, 2013-2022                                               |
| Ceilandense            | Ceilândia          | 15  | 1994-1999, 2010-2015, 2020, 2024-....                              |
| Formosa                | Formosa (GO)       | 12  | 2000-2001, 2011-2012, 2014-2021                                    |
| Atlético Taguatinga    | Taguatinga         | 12  | 1994-1997, 2000-2005, 2016-2017                                    |
| Brazlândia             | Brazlândia         | 12  | 1996-1997, 1999-2004, 2008-2009, 2012-2013                         |
| Grêmio Brasiliense     | Núcleo Bandeirante | 11  | 1959, 1961-1963, 1965, 1969-1972, 1976-1977                        |
| Santa Maria            | Santa Maria        | 11  | 2005, 2014-2019, 2021-2024                                         |
| Capital                | Paranoá            | 11  | 2006, 2012-2014, 2019-....                                         |
| Defelê                 | Brasilia           | 10  | 1960-1964, 1966-1970                                               |
| Rabello                | Brasilia           | 9   | 1961-1969                                                          |
| Colombo                | Núcleo Bandeirante | 9   | 1962-1967, 1970-1972                                               |
| Paranoá                | Paranoá            | 10  | 2004-2006, 2017-2018, 2020, 2022-....                              |
| Samambaia              | Samambaia          | 9   | 1994-1996, 2015, 2018, 2021, 2023-....                             |
| Planaltina             | Planaltina         | 8   | 1986-1989, 1994-1996, 2024                                         |
| CEUB                   | Brasilia           | 7   | 1969, 1971-1976                                                    |
| Botafogo               | Novo Gama (GO)     | 6   | 2007-2008, 2010-2013                                               |
| CFZ de Brasília        | Brasilia           | 6   | 2002-2006, 2011                                                    |
| Serviço Gráfico        | Brasilia           | 5   | 1969-1973                                                          |
| Planalto               | Gama               | 5   | 1959-1962, 1970                                                    |
| Guanabara              | Brasilia           | 5   | 1962-1966                                                          |
| Legião                 | Brasilia           | 5   | 2008, 2012-2014, 2025-....                                         |
| Jaguar                 | Núcleo Bandeirante | 4   | 1970-1971, 1973-1974                                               |
| Humaitá                | Guará              | 4   | 1973-1976                                                          |
| Nacional               | Brasilia           | 4   | 1961-1964                                                          |
| Pederneiras            | Brasilia           | 4   | 1960, 1964-1966                                                    |
| ARUC                   | Cruzeiro           | 3   | 2001-2003                                                          |
| Cruzeiro do Sul        | Cruzeiro           | 3   | 1962-1963, 1967                                                    |
| Coenge                 | Gama               | 3   | 1959, 1969-1970                                                    |
| Relações Exteriores    | Brasilia           | 3   | 1973-1975                                                          |
| Carioca                | Brasilia           | 3   | 1970, 1972-1973                                                    |
| Alvorada               | Brasilia           | 3   | 1961-1963                                                          |
| Canarinho              | Brasilia           | 3   | 1975-1977                                                          |
| Flamengo               | Taguatinga         | 3   | 1966-1967, 1969                                                    |
| Bolamense              | Samambaia          | 2   | 2018-2019                                                          |
| Vila Matias            | Brasilia           | 2   | 1965, 1969                                                         |
| CSU                    | Brasilia           | 2   | 1969, 1975                                                         |
| Piloto                 | Brasilia           | 2   | 1970, 1972                                                         |
| Unidos de Sobradinho   | Sobradinho         | 2   | 1973-1974                                                          |
| Desportiva Bandeirante | Núcleo Bandeirante | 2   | 1977, 1980                                                         |
| Cruzeiro               | Cruzeiro           | 2   | 2015-2016                                                          |
| AA Bancária            | Brasilia           | 1   | 1959                                                               |
| Brasil Central         | Brasilia           | 1   | 1959                                                               |
| EBE                    | Brasilia           | 1   | 1959                                                               |
| Espansão               | Brasilia           | 1   | 1959                                                               |
| IPASE                  | Brasilia           | 1   | 1959                                                               |
| AD Taguatinga          | Taguatinga         | 1   | 1959                                                               |
| Presidência            | Brasilia           | 1   | 1962                                                               |
| Dínamo                 | Brasilia           | 1   | 1964                                                               |
| 1º de Maio             | Brasilia           | 1   | 1964                                                               |
| Mariana                | Brasilia           | 1   | 1969                                                               |
| EC Brasília            | Brasilia           | 1   | 1969                                                               |
| Gaminha                | Gama               | 1   | 1969                                                               |
| Civilsan               | Brasilia           | 1   | 1970                                                               |
| Serviço Social         | Brasilia           | 1   | 1972                                                               |
| América                | Sobradinho         | 1   | 1973                                                               |
| Clube Atlético         | Brazlândia         | 1   | 1973                                                               |
| Pioneira               | Taguatinga         | 1   | 1974                                                               |
| Campineira             | Brasilia           | 1   | 1975                                                               |
| Guadalajara            | Brasilia           | 1   | 1975                                                               |
| Vasco da Gama          | Brasilia           | 1   | 1984                                                               |
| Itapuã                 | Unaí (MG)          | 1   | 1998                                                               |
| Planaltina             | Planaltina         | 1   | 2016                                                               |